# Стів Тріттшу
Стівен (Стів) Тріттшу (англ. Золото; нар. 24 квітня 1965, Граніт-Сіті) — американський футболіст, захисник, виступав на професіональному рівні в MISL I, APSL і MLS. Зіграв 38 матчів за збірну США, в тому числі одну гру на чемпіонаті світу 1990 року.

## Кар'єра гравця

### Молодіжна кар'єра
Тріттшу народився в Граніт-Сіті, штат Іллінойс. Грав у команді середньої школи Півночі Граніт-Сіті, «Стілерз», під керівництвом колишнього тренера збірної США Боба Кехое. Ще на молодіжному етапі він був удостоєний нагород рівня штату. Закінчивши школу, він був завербований декількома університетами і вибрав Університет Південного Іллінойсу, де продовжував удосконалюватися в плані футболу. Він грав протягом чотирьох років за «Едвардсвіль Кугарз», забивши 12 голів і віддавши 11 передач. У 1986 році він був включений в символічну команду «Всеамериканський спортсмен». У 2011 році він був включений у Спортивну залу слави.

### Клубна кар'єра
У 1987 році «Сент-Луїс Стімерз» взяли Тріттшу у другому турі драфту MISL I. Він відіграв один сезон з «пароплавами», а потім у квітні 1987 року отримав статус вільного агента, коли «пароплави» припинили своє існування.
Влітку того ж року він зіграв за збірну США, яка готувалася до літніх Олімпійських ігор 1988 року. У жовтні 1988 року Федерація футболу США оголосила остаточний список гравців на турнір. Тріттшу був у числі двадцяти гравців, заявлених на Олімпіаду.
З весни 1988 року до весни наступного року Тріттшу грав за аматорський «Буш Сеніорз» з Сент-Луїса, щоб більше зосередитися на іграх за національну збірну.
4 травня 1989 року він перейшов на правах оренди в «Тампа-Бей Роудіс» з Американської футбольної ліги. Він продовжив грати за «Роудіс», коли команда перейшла у знову утворену американську професійну футбольну лігу.
1990 року ар'єра Тріттшу прийняла несподіваний оборот. Тріттшу зіграв один матч за збірну Сполучених Штатів на чемпіонаті світу в 1990 році, його команда програла з рахунком 5:1 Чехословаччині. У той час як збірна була розкритикована, Тріттшу привернув увагу помічника тренера Чехословаччини, головного тренера чеського гранда «Спарти» з Праги. «Спарта» запропонувала Тріттшу контракт, який він успішно підписав. У часи розвалу СРСР і блоку його східних союзників, у тому числі переходу від соціалізму до демократії в Чехословаччині, відбулася низка потрясінь, які також зачепили професійний футбол регіону. В результаті, східні команди шукали таланти, щоб замінити гравців, які поїхали грати в Західну Європу. Хоча Тріттшу відіграв лише один сезон за празьку «Спарту», він допоміг їм виграти чемпіонат. Він також став першим футболістом США, що зіграв у єврокубках (восени 1990 року проти московського «Спартака»).
В кінці сезону 1990/91 він повернувся в «Раудіс», де грав протягом наступних двох сезонів.
Восени 1992 року Тріттшу підписав контракт з голландським клубом «Дордрехт». Як він згадує, що у нього була конкуренція з двома фінськими гравцями за місце в складі, і він її виграв. Він став постійним гравцем основи, але до кінця сезону клуб залишився без грошей і Тріттшу перестав отримувати зарплату, тому він повернувся в США.
Навесні 1993 року він повернувся в «Тампа-Бей Раудис».
6 квітня 1994 року він перейшов в «Форт-Лодердейл Страйкерз» з Американської професійної футбольної ліги.
30 листопада 1994 року він підписав контракт з «Сент-Луїс Амбуш» з Національної Професійної футбольної ліги (NPSL). У тому ж році він виграв ще один чемпіонат, коли «Амбуш» став чемпіоном NPSL.
1995 року він перейшов в «Монреаль Імпакт» з APSL. У 1995 році була утворена нова американська футбольна ліга, MLS, Тріттшу запропонували вступити в лігу. Він погодився, але повинен був викупити останній рік свого контракту з «Імпакт» за $ 10 000. Коли він залишав «Імпакт», він був одним з найкращих гравців APSL.
У листопаді 1995 року він приєднався до «Тампа-Бей Терор» з NPSL.
1996 року Тріттшу приєднався до «Колорадо Рапідз». У 1997 році команда вийшла в Кубок MLS, де програла з рахунком 2:1 «Ді Сі Юнайтед». У нього були три насичених сезону з «Рапідз», де він грав на позиції чистильника. На початку сезону 1999 року тренер «Рапідз», Гленн М'єрнік почав ставити на позицію чистильника Марсело Бальбоа. У результаті перші 8 ігор сезону 1999 року Тріттшу провів на лавці запасних.
14 червня 1999 року «Рапідз» продав Тріттшу в «Тампа-Бей М'ютені» в обмін на гравця атаки Гільєрмо Джара. Тріттшу зіграв 64 матчі за «М'ютені».
2001 року він пішов зі спорту і був прийнятий на роботу «Колорадо Репідз» на посаду помічника тренера, він обіймав посаду протягом чотирьох років і тренував резервну команду, з якою у 2006 році виграв MLS резервістів.
Згодом він був технічним директором молодіжної команди з Денвера, «Колорадо Сторм».

### Національна збірна
1987 року він був викликаний в збірну США. Він дебютував за національну збірну в матчі проти Єгипту на Кубку президента 1987 року. Він також грав за збірну на Панамериканських іграх 1987 року.
1988 року він був членом збірної США, яка грала на Олімпіаді в Сеулі. Через два роки він був членом збірної США на чемпіонаті світу 1990 року і провів на полі всі 90 хвилин у першому матчі проти Чехословаччини. Він був також був членом збірної, яка виграла Золотий кубок КОНКАКАФ 1991 року. 1995 року він зіграв свій останній матч за національну збірну проти Саудівської Аравії.

#### У футзалі
У складі збірної США з футзалу виграв бронзові медалі чемпіонату світу з футзалу 1989 року. Зіграв на турнірі 2 матчі.

## Тренерська кар'єра
1989 року Тріттшу працював помічником тренера футбольної команди Університету Південного Іллінойсу. У 2001 році він став помічником головного тренера «Колорадо Рапідз». У 2015 році він був призначений тренером клубу «Колорадо-Спрінгз Свічбекс» з USL Pro напередодні дебютного сезону.

## Титули і досягнення
- Срібний призер Чемпіонату націй КОНКАКАФ: 1989
- Переможець Золотого кубка КОНКАКАФ: 1991